# Tony Awards 1990
Die Verleihung der 44. Tony Awards 1990 (44th Annual Tony Awards) fand am 3. Juni 1990 im Lunt-Fontanne Theatre in New York City statt. Moderatorin der Veranstaltung war Kathleen Turner, als Laudatoren und Darsteller fungierten Philip Bosco, Matthew Broderick, Len Cariou, Dixie Carter, Michael Crawford, Sandy Duncan, Morgan Freeman, Helen Hayes, Dustin Hoffman, James Earl Jones, Kevin Kline, Linda Lavin, Bernadette Peters, Christopher Reeve, Joan Rivers, Ron Silver, Jessica Tandy, Lily Tomlin. Ausgezeichnet wurden Theaterstücke und Musicals der Saison 1989/90, die am Broadway ihre Erstaufführung hatten. Die Preisverleihung wurde von Columbia Broadcasting System im Fernsehen übertragen.

## Hintergrund
Die Antoinette Perry Awards for Excellence in Theatre, oder besser bekannt als Tony Awards, werden seit 1947 jährlich in zahlreichen Kategorien für herausragende Leistungen bei Broadway-Produktionen und -Aufführungen der letzten Theatersaison vergeben. Zusätzlich werden verschiedene Sonderpreise, z. B. der Regional Theatre Tony Award, verliehen. Benannt ist die Auszeichnung nach Antoinette Perry. Sie war 1940 Mitbegründerin des wiederbelebten und überarbeiteten American Theatre Wing (ATW). Die Preise wurden nach ihrem Tod im Jahr 1946 vom ATW zu ihrem Gedenken gestiftet und werden bei einer jährlichen Zeremonie in New York City überreicht.

## Gewinner und Nominierte

### Theaterstücke
| Kategorie                            | Preisträger     | Theaterstück                           | Nominierungen |
| Bestes Theaterstück                  | Frank Galati    | The Grapes of Wrath                    | - Lettice and Lovage – Peter Shaffer - Prelude to a Kiss – Craig Lucas - The Piano Lesson – August Wilson                                                                     |
| Bester Hauptdarsteller Theaterstück  | Robert Morse    | Tru als Truman Capote                  | - Charles S. Dutton in The Piano Lesson als Boy Willie - Dustin Hoffman in The Merchant of Venice als Shylock - Tom Hulce in A Few Good Men als Lieutenant Daniel Kaffee      |
| Beste Hauptdarstellerin Theaterstück | Maggie Smith    | Lettice and Lovage als Lettice Douffet | - Geraldine James in The Merchant of Venice als Portia - Mary-Louise Parker in Prelude to a Kiss als Rita Boyle - Kathleen Turner in Cat on a Hot Tin Roof als Maggie Pollitt |
| Bester Nebendarsteller Theaterstück  | Charles Durning | Cat on a Hot Tin Roof als Big Daddy    | - Rocky Carroll in The Piano Lesson als Lymon - Terry Kinney in The Grapes of Wrath als Jim Casy - Gary Sinise in The Grapes of Wrath als Tom Joad                            |
| Beste Nebendarstellerin Theaterstück | Margaret Tyzack | Lettice and Lovage als Lotte Schoen    | - Polly Holliday in Cat on a Hot Tin Roof als Big Mama - S. Epatha Merkerson in The Piano Lesson als Berniece - Lois Smith in The Grapes of Wrath als Ma                      |
| Beste Theaterregie                   | Frank Galati    | The Grapes of Wrath                    | - Michael Blakemore – Lettice and Lovage - Peter Hall – The Merchant of Venice - Lloyd Richards – The Piano Lesson                                                            |

### Musicals
| Kategorie                       | Preisträger                                                           | Musical                         | Nominierungen |
| Bestes Musical                  | Cy Coleman (Musik), David Zippel (Liedtexte) und Larry Gelbart (Buch) | City of Angels                  | - Aspects of Love - Grand Hotel - Meet Me in St. Louis |
| Bester Hauptdarsteller Musical  | James Naughton                                                        | City of Angels als Stone        | - David Carroll in Grand Hotel als Felix Von Gaigern - Gregg Edelman in City of Angels als Stine - Bob Gunton in Sweeney Todd als Sweeney Todd |
| Beste Hauptdarstellerin Musical | Tyne Daly                                                             | Gypsy als Mama Rose             | - Georgia Brown in The Threepenny Opera als Celia Peachum - Beth Fowler in Sweeney Todd als Mrs. Lovett - Liliane Montevecchi in Grand Hotel als Elizaveta Grushinskaya                                                                                 |
| Bester Nebendarsteller Musical  | Michael Jeter                                                         | Grand Hotel als Otto Kringelein | - René Auberjonois in City of Angels als Buddy Fidler/Irwin S. Irving - Kevin Colson in Aspects of Love als George Dillingham - Jonathan Hadary in Gypsy als Herbie                                                                                     |
| Beste Nebendarstellerin Musical | Randy Graff                                                           | City of Angels als Oolie/Donna  | - Jane Krakowski in Grand Hotel als Freida Flamm/Flaemmchen - Kathleen Rowe McAllen in Aspects of Love als Giulietta Trapani - Crista Moore in Gypsy als Louise                                                                                         |
| Bestes Musicallibretto          | Larry Gelbart                                                         | City of Angels                  | - Andrew Lloyd Webber – Aspects of Love - Luther Davis – Grand Hotel - Hugh Wheeler – Meet Me in St. Louis |
| Beste Originalmusik             | Cy Coleman (Musik) David Zippel (Liedtexte)                           | City of Angels                  | - Aspects of Love – Andrew Lloyd Webber (Musik), Don Black und Charles Hart (Liedtexte) - Grand Hotel – Robert Wright, George Forrest und Maury Yeston (Musik und Liedtexte) - Meet Me in St. Louis – Hugh Martin und Ralph Blane (Musik und Liedtexte) |
| Beste Musicalregie              | Tommy Tune                                                            | Grand Hotel                     | - Michael Blakemore – City of Angels - Trevor Nunn – Aspects of Love - Susan H. Schulman – Sweeney Todd |

### Theaterstücke oder Musicals
| Kategorie            | Preisträger                                                                 | Theaterstück bzw. Musical | Nominierungen |
| Bestes Bühnenbild    | Robin Wagner                                                                | City of Angels            | - Alexandra Byrne – Some Americans Abroad - Kevin Rigdon – The Grapes of Wrath - Tony Walton – Grand Hotel                   |
| Beste Choreographie  | Tommy Tune                                                                  | Grand Hotel               | - Joan Brickhill – Meet Me in St. Louis - Graciela Daniele und Tina Paul – Dangerous Games                                   |
| Beste Kostüme        | Santo Loquasto                                                              | Grand Hotel               | - Theoni V. Aldredge – Gypsy - Florence Klotz – City of Angels - Erin Quigley – The Grapes of Wrath                          |
| Bestes Lichtdesign   | Jules Fisher                                                                | Grand Hotel               | - Paul Gallo – City of Angels - Paul Pyant und Neil Peter Jampolis – Orpheus Descending - Kevin Rigdon – The Grapes of Wrath |
| Beste Wiederaufnahme | Jule Styne (Musik), Stephen Sondheim (Liedtexte) und Arthur Laurents (Buch) | Gypsy                     | - Sweeney Todd - The Circle - The Merchant of Venice                                                                         |

### Sonderpreise (ohne Wettbewerb)
| Kategorie                             | Preisträger                                    | Grund der Preisverleihung |
| Regional Theatre Award                | Seattle Repertory Theatre, Seattle, Washington |                           |
| Tony Honors for Excellence in Theatre | Alfred Drake                                   |                           |

## Statistik

### Mehrfache Nominierungen
- 12 Nominierungen: Grand Hotel
- 11 Nominierungen: City of Angels
- 8 Nominierungen: The Grapes of Wrath
- 6 Nominierungen: Aspects of Love
- 5 Nominierungen: Gypsy und The Piano Lesson
- 4 Nominierungen: Lettice and Lovage, Meet Me in St. Louis, The Merchant of Venice und Sweeney Todd
- 3 Nominierungen: Cat on a Hot Tin Roof
- 2 Nominierungen: Prelude to a Kiss

### Mehrfache Gewinne
- 6 Gewinne: City of Angels
- 5 Gewinne: Grand Hotel
- 2 Gewinne: The Grapes of Wrath, Gypsy und Lettice and Lovage